# Bert Combs
Pour l’article homonyme, voir Combs.
Bertram Thomas « Bert » Combs, né le 13 août 1911 à Manchester et mort le 4 décembre 1991 dans le comté de Powell, est un homme politique américain, membre du Parti démocrate. Il est le 50e gouverneur du Kentucky.